# Excastra albopilosa
Excastra albopilosa ist eine Käferart, die zur Familie der Bockkäfer (Cerambycidae) gehört. Die Art wurde im Jahr 2024 von einem Team von Entomologen nach einem Exemplar aus den subtropischen Regenwäldern von Queensland (Australien) erstbeschrieben.

## Merkmale
Excastra albopilosa erreicht eine Körperlänge von etwa 10 Millimeter. Der Körper ist im Umriss langgestreckt oval, etwa zweieinhalb mal so lang wie breit. Der Körper ist überwiegend schwarz, mit rotbraunem Labrum und Palpi, rotoranger Basis und Spitze des Scapus der Antennen. Auch die Beine sind überwiegend orange gefärbt, mit schwarzen Abzeichen auf den Femora. Die Elytren (Flügeldecken) tragen jeweils einen rotorangen Längsstreifen bis zu ihrer Spitze. Auffallend ist eine teilweise dichte, angedrückte kurze reinweiße Behaarung mit eingestreuten, teilweise büschelig gehäuften abstehenden längeren Setae, die das Integument auf Kopf und Halsschild fast verdecken. Auf den Elytren ist die Behaarung im ersten Drittel dicht und verengt sich zur Spitze hin zur Naht hin, so dass sich eine fünfeckige Struktur ergibt. Auch der übrige Körper ist mehr oder weniger dicht weiß behaart.
Weitere Merkmale: Die Komplexaugen sind auf der Kopfoberseite weit getrennt, der Scapus der Antennen nicht längs gekielt. Die Antennen reichen zurückgelegt etwas über die Spitze der Flügeldecken, ihr drittes und viertes Glied sind länger als das fünfte bis elfte zusammengenommen. Auf jeder Pronotumseite sitzt seitlich ein Tuberkel. Die Femora der Beine sind gekeult.

## Verbreitung und Lebensraum
Von der Käferart ist bisher lediglich ein einziges Exemplar, das Typusexemplar, bekannt. Dieses wurde am 29. Dezember 2021 beim Binna-Burra-Campingplatz, Gold Coast, Queensland, Australien von einer Pflanze der Gattung Lomandra (Lomandroideae) gesammelt; diese ist aber vermutlich nicht die Wirtsart, da von Lomandra keine Bockkäfer bekannt sind. Die Umgebung des Campingplatzes gehört zum Lamington-Nationalpark.
Da nur ein Exemplar bekannt ist, können weder zur Biologie noch zur Häufigkeit Aussagen gemacht werden. Da die Art recht auffallend ist und die Gegend oft von Naturkundlern aufgesucht wird, handelt es sich vermutlich um eine seltene Art.

## Taxonomie, Namensgebung
Die Art wurde 2024 durch James M.H. Tweed, Lauren G. Ashman und Adam Ślipiński erstbeschrieben und in eine neue, damit bisher monotypische neue Gattung eingeordnet. Der Gattungsname Excastra setzt sich zusammen aus dem lateinischen Begriffen ex „aus, von“ und castra „Lager, Camp“ und nimmt Bezug zum Fundort am Campingplatz Binna Burra innerhalb des Lamington-Nationalparks. Der Artzusatz albopilosa verweist auf die auffällige weiße Behaarung auf ihrem Körper.
Innerhalb der Familie der Bockkäfer und der Unterfamilie Lamiinae wird sie der Tribus Ancitini Aurivillius, 1917 zugeordnet.